# Das beispielhafte Leben des Samuel W.
Das beispielhafte Leben des Samuel W. ist ein Theaterstück von Lukas Rietzschel, das am 20. Januar 2024 am Standort Zittau des Gerhart-Hauptmann-Theaters Görlitz-Zittau unter der Regie von Ingo Putz uraufgeführt wurde.
Als Gattungsbezeichnung für sein Werk gab Lukas Rietzschel „Ein Theaterstück aus Interviewsequenzen“ an.

## Kontext: eine reale Oberbürgermeister-Wahl
Die Grundszenerie stammt aus dem Spätfrühjahr 2019, als in Görlitz die Neuwahl eines Oberbürgermeisters anstand. Man fürchtete damals in ganz Sachsen, Görlitz könnte die erste deutsche Stadt mit einem AfD-Oberbürgermeister werden. Es gab zwei sehr volle und impulsive, aber friedliche Wahlforen im Görlitzer Musiktheater. Die Wahl gewann 2019 der aus Bukarest stammende Solo-Trompeter Octavian Ursu  (CDU) knapp vor dem in Görlitz geborenen Polizeikommissar Sebastian Wippel (AfD). Politische Kontrahenten waren die beiden Oberbürgermeister-Kandidaten seit 2014, und zwar auch im Sächsischsen Landtag, im Stadtrat von Görlitz oder im Kreistag des Landkreises Görlitz. Viele Zuschauer der Zittauer und der Görlitzer Aufführungen übersetzten daher für sich „Samuel W.“ mit „Sebastian Wippel“, obwohl die kolportierte Biografie von Samuel W. sich nur teilweise mit der Wippels deckt.

## Entstehungsgeschichte
Nachdem Lukas Rietzschel vom Gerhart-Hauptmann-Theater den Auftrag erhalten hatte, einen Dramentext zu verfassen, interviewte der Autor vor Beginn seiner Arbeit zu Beginn des Jahres 2022 „rund 100 Bürger aus der Lausitz, Arbeiter, Politiker, Abgewanderte, Rückkehrer, Dagebliebene. […] Fast wie ein Soziologe“ habe sich Rietzschel Rainer Kasselt von Saechsische.de zufolge „nach ihren Erfahrungen, Hoffnungen und Enttäuschungen“ erkundigt: „Das Stück ist der Versuch einer sehr ambivalenten Betrachtung deutscher Geschichte“, zitiert Kasselt Lukas Rietzschel. Dieser habe die Gespräche gebündelt und manche für seinen Dramentext hinzuerfunden.
Als Vorbild für seine Verfahrensweise führt Lukas Rietzschel in seinem Gespräch mit Martin Stefke Truman Capote an. Eine der von dem US-amerikanischen Autor vorgeführten Situationen beschreibt Rietzschel mit den Worten: „Du bist auf einer Party und triffst ganz viele Leute, die dir alle etwas über eine Person erzählen, die nicht vor Ort ist. Der eine hat nur Gutes zu berichten und ein anderer erzählt etwas komplett Gegenteiliges. Am Ende verlässt du diese Party und hast idealerweise Lust, diesen Menschen wirklich kennenzulernen. Denn du hast kein abgeschlossenes Bild.“

## Inhalt und Spieltechnik
Bei den Aufführungen in Zittau, Görlitz und Berlin unter der Regie von Ingo Putz wechseln sich ein in den Bühnenraum mit Unterbrechungen projizierter Film mit gespielten Szenen auf der Bühne ab. Putz setzte für die Inszenierung fünf Schauspieler (drei männliche und zwei weibliche) sowie eine Tänzerin ein. Die drei männlichen Schausteller stellen im Film den „Bernd“ genannten amtierenden Oberbürgermeister, einen Parteikollegen Bernds und „Achim“, einen Freund Samuel W.s dar. Diese drei Männer sind nach Auffassung des Autors „Figuren“ (die live auf der Bühne Agierenden also nicht). Auf der Bühne sind alle Schauspieler ganz in Weiß gekleidet und spielen im Bühnenvordergrund. Alle Gegenstände auf der Bühne sind ebenfalls weiß. Im Bühnenhintergrund agiert die Tänzerin, ohne auf die Äußerungen der „Weißen“ zu reagieren, geschweige denn mit ihnen zu sprechen. In einem Beitrag für Theater heute weist Lukas Rietzschel darauf hin, dass „Samuel W. […] während des gesamten Stücks nicht auf der Bühne zu sehen sein“ werde. „Er sagt nichts, auch nicht aus dem Off. Ihn abzubilden oder in irgendeiner Form anzudeuten, ist zu unterlassen.“
Eine klassische „Handlung“ weist das Stück innerhalb der eingeblendeten Sequenzen des Films auf. Die Filmhandlung beginnt in der Maske des Theaters. Durch den Film erfährt der Zuschauer, in welchen Kontext das folgende Spiel einzubetten ist. Den Ablauf der Zeit spürt der Zuschauer vor allem daran, dass sich die Bühne mit immer mehr Requisiten füllt. Die wesentlichen Handlungen der fünf „Weißen“ bestehen darin, Aussagen verschiedener realer Personen zu rezitieren. In die Kategorie „Handlungen auf der Bühne“ fallen ansonsten laut Michael Bartsch die Arbeit an einem Neubau, das Trinken von Bier, das Schieben von Kinderwagen, das Streichen von Zäunen sowie das „Schmusen“ mit einem aus einem Pool entsprungenen weißen Delphin.
Auf einem Podest im Hintergrund steht eine Tänzerin im Anzug und mit zurückgegeltem Haar. Sie spricht nicht und reagiert nicht erkennbar auf die Aussagen der „Weißen“. Stattdessen trägt sie Posen vor, deren Bedeutung für viele Zuschauer nicht (auf Anhieb) verständlich ist. Gemäß Rietzschels oben zitierter Vorgabe gibt es nur im Film „Figuren“, und Samuel W. darf nicht als persönlich anwesend erscheinen. Demnach wäre es trotz der Kleidung, die die Tänzerin trägt, unzulässig, in ihr eine Verkörperung Samuel W.s zu sehen. Michael Bartsch interpretiert die Aktivitäten der Tänzerin auf ihrem Podest als „Imagination“ von „kämpferischen Gesten“ durch einen „Heros“, die Bartsch an Lenin erinnern.

## Beispielhaftigkeit
Eine implizite Antwort auf die Frage, für wen und wofür Samuel W. „beispielhaft“ sei, führte das Deutsche Theater Berlin anlässlich seines Theatertreffens 2024 an: „Lukas Rietzschel zeichnet das Leben eines Politikers nach, der in der DDR geboren ist, in einer Gegend mit Braunkohlegruben, mit Smog, Ruß und Dreck, mit Menschen, die darüber nachdenken, ob sie ihre Heimat verlassen müssen, weil sie nicht mehr lebenswert ist.“
Anfang 2024 reagierte Lukas Rietzschel irritiert auf die Äußerung seines Gesprächspartners von der Zeitung Die Welt, Rietzschel sei quasi der „Ostbeauftragte[…] der deutschen Gegenwartsliteratur“. Der „Mitteldeutsche Rundfunk“ bezeichnete Rietzschel mehrmals als „Ostbeaufragten der Herzen“ („mit einem Augenzwinkern“). Die Vermutung, auch Samuel W. kandidiere in Görlitz, hält der MDR für stimmig. Der Ort der Dramenhandlung „könnte aber auch jeder andere Ort im Osten sein.“ Matthias Schmidt vom MDR hält es im Hinblick auf die Reichweite von Rietzschels Stück für wesentlich, dass es Themen und Fragen behandele, die „sich nach der Wiedervereinigung überall im Osten stellten.“ Während einer Lesung in Saarbrücken, die am 27. März 2024 stattfand, gab Lukas Rietzschel an, Schöpfer einer „sehr kleinen, regional begrenzten Literatur“ zu sein.
Andreas Herrmann hat Probleme, nachzuvollziehen, warum die Uraufführung von Rietzschels Stück am Standort Zittau des Gerhart-Hauptmann-Theaters und nicht am Standort Görlitz stattfand. Die „Görlitzer Farce“ sei in Zittau nur Randthema und dieses „beispielhafte Leben“ einfach jenes von „Anderen“.

## Dramenkonzeption
Dadurch, dass jeder der fünf Schauspieler im Vordergrund der Bühne Aussagen verschiedener realer Personen rezitiert, sei es, so Rainer Kasselt, nicht möglich, dass sich der Zuschauer mit einer der fünf „Figuren“ auf der Bühne identifiziere. Dieser Effekt sei laut Kasselt auch nicht von Rietzschel beabsichtigt; denn „[a]uf der Bühne agieren keine Charaktere, sondern Ideenträger. Die Meinungen stehen zur Debatte und regen zum Mit- und Nachdenken an.“ Diese Absicht des Autors werde vom Publikum akzeptiert. Für die Uraufführung habe es starken Applaus gegeben. Der SPD-Parteizeitung Vorwärts teilte Lukas Rietzschel im Sommer 2024 mit, dass es generell nicht seine Absicht sei, Vorgänge in Ostdeutschland in seinen literarischen Werken explizit zu bewerten. Ostdeutsche wollten, so Rietzschel, vor allem eines: ernst genommen werden.
An das Dokumentartheater erinnert die Technik, Schauspieler verschiedene reale Personen spielen zu lassen und (vorgeblich) wirklich gemachte Aussagen ohne Übergang aneinander zu montieren. Der MDR-Mitarbeiter Matthias Schmidt ordnet das Stück allerdings ausdrücklich nicht der Gattung des „klassischen Dokumentartheaters“ zu.

## Aufführungen
Das Stück wurde in Zittau bis zum März 2024 und in Görlitz im Mai 2024 aufgeführt. Das Gerhart-Hauptmann-Theater Görlitz-Zittau plant für die Theatersaison 2024/2025 eine Wiederaufnahme seiner Inszenierung für Januar, Februar und März 2025.
Im Rahmen des 12. Sächsischen Theatertreffens wurde das Stück am 24. Mai 2024 zweimal im Schauspiel Leipzig gezeigt. Am 4. Juni 2024 wurde Rietzschels Werk im Rahmen der Deutschen Theatertage 2024 auch im Deutschen Theater Berlin aufgeführt.

## Kritiken
Die Berliner Aufführung präsentiert dem Theaterkritiker Christoph Güthner zufolge „subjektiv geprägte[…] Erinnerungen an besagte Wahl, aber auch an die DDR-Zeit und insbesondere an die durch Brüche und Umwälzungen geprägte Wendezeit“. Nach Ansicht Güthners spricht aus dem Text „ein hohes Maß an Authentizität“. Als Zuschauer habe man das Gefühl, man könne die Sätze ebenso gut im Zug oder an der Supermarktkasse mithören. Mit diesem Kunstgriff gelinge es dem Autor, tief in diese Themen einzusteigen, ohne selbst Stellung beziehen zu müssen. Stattdessen zeichne er ein Stimmungsbild in der Bevölkerung, das die Voraussetzung für die hohen Stimmanteile für den AfD-Kandidaten bei einer Görlitzer Bürgermeisterwahl darstelle. Dabei würden die Figuren des Stücks nicht vorgeführt oder gar an den Pranger gestellt. Der „Veitstanz“ am Schluss des Stückes lasse Güthner „das Blut gefrieren“.
Andreas Herrmann kritisiert, dass sich „die Tanznummer im Hintergrund […] nur über große gedankliche Umwege“ erschließe.
Michael Bartsch gab seiner Kritik den ironisch gemeinten Titel: „Das Evangelium Ost nach Lukas“. Damit bringt er seine Verwunderung darüber zum Ausdruck, welche Bedeutung Rietzschel für große Teile des (durchaus auch westdeutschen) Kulturbetriebs hat, stellt aber zugleich auch den Geltungsanspruch von Rietzschels Erkenntnissen in Frage. Laut Bartsch „alarmiere“ das viele Weiß auf der Bühne die Zuschauer. Konnotationen wie „unschuldige Menschen“ oder „Neuanfang auf einer ‚terra incognita‘“ verfingen nicht im Publikum. Die fünf Darsteller in Weiß sind für Bartsch „Post-Kohlweißlinge“, ihre „Handlungen“ „spießig“. Unklar sei auch, welche Aussagen auf Einzelerfahrungen beruhten und welche „kollektivierbar“ seien. Erst im letzten Drittel des Stückes entstehe im Vorfeld dreier Landtagswahlen im Osten (Sachsen, Thüringen und Brandenburg) „aktuelle Brisanz“. Seine Kritik abmildernd, lobt Bartsch, dass der „gerade wegen seiner Klugheit bescheidene Lukas Rietzschel […] einmal mehr das deutsche Feuilleton nach Zittau“ gezogen habe.
Als Selbstkritik bewerten die Autorinnen einer Sendung des Bayerischen Rundfunks, die einen Tag nach den Landtagswahlen in Thüringen und Sachsen ausgestrahlt wurde, Lukas Rietzschels Verurteilung der Frage: „Warum?“ („Warum wählen Menschen AfD?“) als wenig Erfolg versprechendes „Herumgeeiere“. Einer Antwort auf genau diese Frage habe aber Rietzschel bei der Durchführung seiner Interviews im Vorfeld des Inszenierung von Das beispielhafte Leben des Samuel W. näher kommen wollen.
Gleichwohl gab Lukas Rietzschel in Interviews auch im Spätsommer 2024 noch Antworten auf die Frage nach den Gründen des AfD-Erfolgs. Eine Erklärung, die er einem Millionenpublikum in einem am 29. August 2024 geführten fünfminütigen Gespräch mit Christian Sievers im heute-journal des ZDF übermittelte, lautete: „In einem Bundesland, in dem so gut wie niemand in einer Partei ist, in keiner Kirche, in keiner Gewerkschaft und oft auch nicht mal in irgendeinem Verein, ist es vielleicht die einzige Möglichkeit, irgendeine Form von demokratischer Selbstwirksamkeit zu erlangen.“ Lukas Rietzschel kommentierte in der Novemberausgabe von Theater heute aus seiner Sicht als Politiker den Rechtsruck nicht nur in Ostdeutschland, sondern auch in vielen anderen Demokratien weltweit. Rietzschel appelliert an Beobachter der Lage in Ostdeutschland, von der Standardargumentation wegzukommen: „Industrie bricht weg, Staat bricht weg, ergo ist die Enttäuschung darüber groß. […] Grundtenor: Alles richtig schlimm.“ Die Aussage sei zwar nicht falsch, aber unterkomplex. Die Analyse der Enttäuschungen Ostdeutscher müsse aus sozioökonomischen Deutungsansätzen gelöst werden, da die Mehrheit der Ostdeutschen nach 1990 eben nicht verarmt sei. Rietzschel fragt rhetorisch: „Was, wenn die Enttäuschung in Teilen der ostdeutschen Gesellschaft nichts mit einem kolportierten Schmerz über den Verlust einer alten Welt zu tun hat, sondern mit dem Ausbleiben der erhofften demokratischen Partizipation?“ Die einzige Möglichkeit, in der Politik Erfahrungen der Selbstwirksamkeit zu machen, dürfe nicht darin bestehen, die AfD zu wählen.